# Södra Strandgatan

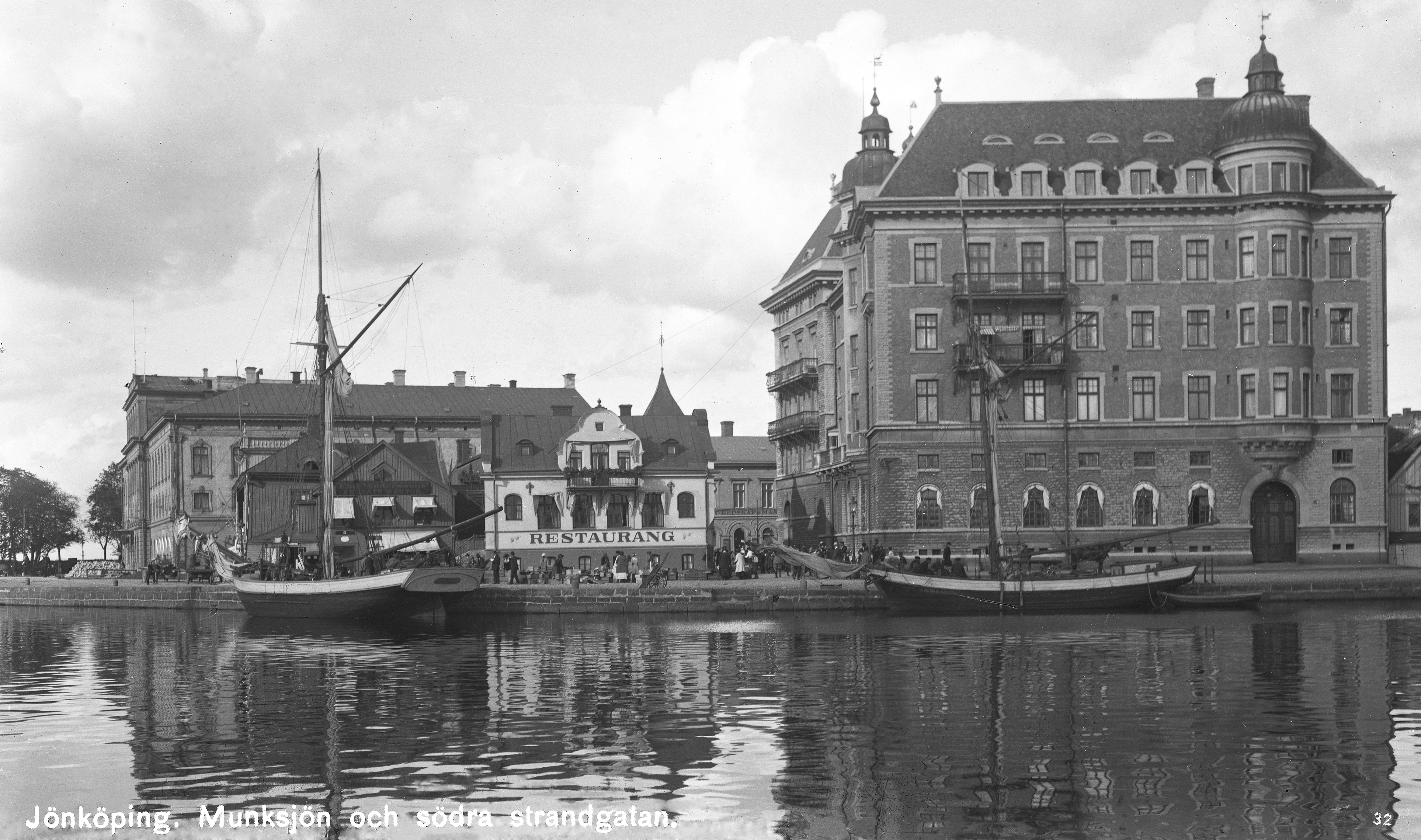
Hamnkanalen och Södra Strandgatan med Grönsakstorget, Kruckenbergska huset och Gamla sparbankshuset. Vid kajen ligger skutorna Viktor från Brandstorp och till höger Fridolf. Fotot är taget tidigast 1918.

Södra Strandgatan är en gata och tidigare kaj vid Munksjön på Öster i Jönköping, som invigdes 1894.
Jönköping återgrundades, efter att ha bränts ned 1611 inför ett väntat danskt anfall, på en låglänt sandrevel mellan Vättern och Munksjön. De utlagda tomterna på Smedjegatans södra sida, den så kallade Nedre raden, var efter medeltida stadsplanemönster smala och långa och sträckte sig från gatan till vattnet. Redan från början gjordes omfattande utfyllningar av dessa tomter mot Munksjön inom ramen för ett ambitiöst statligt finansierat och organiserat projekt. 
Under 1700- och 1800-talen fortsatte utfyllnaderna på de enskilda tomterna i olika takt på tomtägarnas egna initiativ. Detta gjorde att Munksjöns norra strandlinje fick ett ojämnt utseende med skillnader mellan tomt och tomt. 
Under 1830-talet anlades Inre hamnen med stenlagda kajer på västra stranden av Munksjön genom att riva de östra bastionerna på Jönköpings slott. 
Efter en stor stadsbrand gjordes en stadsplan 1854 för området på norra Munksjöstranden, som innefattade en ny strandgata, för att utöka Jönköpings inre hamn. Genomförandet dröjde, men på 1890-talet gjordes ytterligare utfyllnader på den norra Munksjöstranden, och mot vattnet anlades en ny gata utanför Smedjegatstomterna samt en stenskodd kaj. Kajen sträckte sig fram till, och inkluderande Fisktorget i Munksjöns nordöstra hörn. Mot Hamnkanalen låg Grönsakstorget.
Under 1960-talet gjordes ytterligare omfattande utfyllnader i norra Munksjön utanför Södra Strandgatan och en ny gata anlades där. Utmed vattnet ligger sedan 2010 tre långsmala tvåvånings kafé- och restaurangbyggnader på Bauers brygga.